# 島津朝子
島津 朝子（しまづ あさこ、1927年〈昭和2年〉10月23日 - 1964年〈昭和39年〉8月21日）は、日本の旧皇族。久邇宮朝融王と同妃知子女王の第2王女子。 旧名は、朝子女王（あさこじょおう）。皇籍離脱前の身位は女王で、皇室典範における敬称は殿下。島津斉視男爵夫人。今上天皇の従叔母にあたる。

## 略歴
1927年（昭和2年）10月23日、久邇宮朝融王と同妃知子女王の第2王女子として誕生。御七夜の10月29日に「朝子」と命名された。1947年（昭和22年）10月14日、皇室典範第11条1項により、皇籍離脱。皇籍離脱後は、「久邇 朝子（くに あさこ）」と名乗った。皇籍離脱直後の10月29日に島津忠弘家の元男爵で父宮の従弟の島津斉視と結婚し、「島津 朝子（しまづ あさこ）」となる。1964年（昭和39年）8月21日、36歳で逝去。なお斉視は後に武井礼子と再婚している。

## 栄典
- 1940年（昭和15年）8月15日 - 紀元二千六百年祝典記念章[2]

## 血縁
- 父：久邇宮朝融王
- 母：朝融王妃知子女王
- 兄弟：正子女王 - 朝子女王 - 邦昭王 - 通子女王 - 英子女王 - 朝建王 - 典子女王 - 朝宏王
- 夫：島津斉視
- 叔母：香淳皇后
- 従弟：上皇
- 従甥：今上天皇